# Список литовских богов
Список литовских богов реконструируется на основе письменных источников и позднего фольклора. Литва приняла христианство в 1387 году, но элементы литовского язычества сохранялись в традиционной народной культуре вплоть до недавнего времени. Ранние письменные источники, оставленные путешественниками или христианскими авторами, лишь мельком касаются литовских богов. Начиная с XVI века язычество начинает привлекать большее внимание авторов, но зачастую их сведения отрывочны и тенденциозны. Собирание и запись фольклора началось в XIX веке, но к тому времени языческая мифология уже преобразовалась, смешалась с христианством и сохранилась лишь фрагментарно. Культы старых божеств трансформировались в фольклоре без связанных с ними ритуалов. Разные авторы говорят о различных по составу пантеонах литовцев.

## Имена из фольклорных мифов и легенд

### Боги и божественные существа
- Диевас — Верховный Бог (ср. с ведийским Дьяусом).
- Дьявас Сянялис — проявление Бога. Согласно некоторым реконструкциям — отдельное божество, учитель и наставник людей. Выглядит как старый нищий путник. Искусен в магии и медицине.
- Праамжюс — эпитет Бога.
- Аустра — Утренняя Звезда, богиня, дочь Бога-Дьяваса (дьявайте). Богиня утра. Образ имеет многочисленные параллели с ведийской Ушас, греческой Эос, римской Авророй. Другое имя — Аушра («заря»).
- Даля — богиня судьбы и прядения
- Габия — богиня, поддерживающая Священный Огонь, дочь Бога (дьявайте).
- Лайма — богиня судьбы и удачи.
- Медейна, или Медейне (часто смешивается с Жворуной) — богиня лесов, деревьев и животных, одно из главных божеств литовской мифологии.
- Менуо — Месяц, сын Бога (дьявайтис)
- Перкунас — Громовержец, сын Бога (дьявайтис) (ср. слав. Перун).
- Велняс — чёрт, противник Перкунаса, восходит к божеству Велс.
- Велс — бог скота и загробного мира, пастырь душ (ср. слав. Велес).
- Сауле — Солнце (родственно славянскому названию солнца).
- Ашвьяняй — божественные близнецы, правящие повозкой Солнца (ср. с ведийскими Ашвинами).
- Вакарине — Вечерняя Звезда.
- Витаутус — бог, ухаживающий за лошадьми.
- Жемина — богиня, персонифицированная земля (ср. рус. земля).
- Пизюс — бог супружеской любви и плодовитости.
- Дейве Валдитоя (с лит. — «Властвующая богиня») — богиня, плетущая нить людских жизней. У ней есть семь сестёр. По функциям сходна с греческими мойрами и скандинавскими норнами. Связана с Далей и Лаймой.
- Жвайгждес — звёзды, дети Солнца-матери и, как правило, Месяца-отца. Одна из важнейших звёзд — Аустра. Другие звёзды, сёстры Аушрине, менее важны, но они, такие как Вакарине или Вакаре (вечерняя Венера, готовящая постель для Сауле (солнца), Индрая (Юпитер), Селия (Сатурн), Жьяздре (Марс) и Вайвора (Меркурий), порой встречаются в мифах также.

### Герои
- Паяута — легендарная принцесса Кернаве.
- Юрате и Каститис — герои литовской легенды, ставшей популярной благодаря поэтическому переложению Майрониса.

### Местные и природные духи
- Ежеринис — дух озёр
- Упинис — дух рек
- Ауштарас — бог северо-восточного ветра, стоящий на пути в рай и освещающий его. Последняя функция связывает его с Аушрине, некоторые считают его её двоюродным братом.
- Айтварас — бог, связанный с атмосферными явлениями, облаками и водой. Считается также хранителем земли и её богатств.
- Бангпутис — бог морей и бурь.
- Явине — домашний бог, защищающий зерно в овинах.
- Йиеварас — домашний дух, защищающий зерно.
- Куполе — дух весеннего роста и цветения (ср. Иван Купала).
- Лауку двасиос — духи, обитающие на полях.

### Другие низшие духи
- Каукас — духи, похожие на троллей.
- Лаума — небесная ведьма.
- Никштукас — гномы.